# Jurij Krymarenko
Jurij Oleksandrovytj Krymarenko (ukrainska: Юрій Олександрович Кримаренко), född 11 augusti 1983 Berdytjiv, Ukrainska SSR, Sovjetunionen, är en ukrainsk friidrottare (höjdhopp).
Krymarenko blev mycket oväntat världsmästare vid VM i Helsingfors 2005. Han var den enda som klarade höjden 2,32 och därmed den världsmästare som vunnit på den lägsta höjden. Hans personliga rekord är en centimeter högre och är från en tävling samma år.
Efter framgången vid VM har Krymarenko inte varit lika framgångsrik. Vid VM 2007 i Osaka,  Olympiska sommarspelen 2008 och VM 2009 i Berlin misslyckades han i kvalet och tog sig inte vidare till finalen. 